# Industry (TV-serie)
Industry är en brittisk dramaserie vars första säsong hade premiär den 9 november 2020. Serien har sänts i tre säsonger och har kontrakt på en fjärde.
Serien är skapad av Mickey Down och Konrad Kay som även skrivit seriens manus. Sammanlagt åtta av seriens avsnitt i säsong två och tre har regisserats av Isabella Eklöf.

## Handling
Serien kretsar kring en grupp bestående av ambitiösa unga akademiker som tävlar fåtal positioner på en investeringsbank i London.

## Rollista i urval
- Marisa Abela – Yasmin Kara-Hanani
- Priyanga Burford – Sara Dhadwal
- Mark Dexter – Hilary Wyndham
- Myha'la Herrold – Harper Stern
- David Jonsson – Augustus "Gus" Sackey
- Harry Lawtey – Robert Spearing
- Ben Lloyd-Hughes – Greg Grayson
- Conor MacNeill – Kenny Kilbane
- Freya Mavor – Daria Greenock
- Derek Riddell – Clement Cowan
- Nabhaan Rizwan – Hari Dhar
- Will Tudor – Theo Tuck
- Ken Leung – Eric Tao
- Sarah Parish – Nicole Craig
- Andrew Buchan – Felim Bichan
- Amir El-Masry – Usman Abboud
- Sagar Radia – Rishi Ramdani
- Caoilfhionn Dunne – Jackie Walsh
- Nicholas Bishop – Maxim Alonso
- Alex Alomar Akpobome – Daniel Van Deventer
- Katrine De Candole – Celeste Pacquet
- Indy Lewis – Venetia Berens
- Trevor White – Bill Adler
- Jay Duplass – Jesse Bloom
- Adam Levy – Charles Hanani
- Sonny Poon Tip – Leo Bloom
- Faith Alabi – Aurore Adekunle
- Elena Saurel – Anna Gearing
- Irfan Shamji – Anraj Chabra
- Kit Harington – Sir Henry Muck
- Sarah Goldberg – Petra Koenig
- Miriam Petche – Sweetpea Golightly
- Andrew Havill – Viscount Alexander Norton
- Roger Barclay – Otto Mostyn
- Fiona Button – Denise Oldroyd
- Eliot Salt – Caedi McFarlane
- Georgina Rich – Wilhelmina Fassbinder
- Tom Stourton – James Ashford
- Fady Elsayed – Ali El Mansour
- Gustav Lindh – Xander Lindt
- Joel Kim Booster – Frank Wade
- Asim Chaudhry – Vinay Sarkar
- Harry Hadden-Paton – Tom Wolsey
- Max Minghella – Whitney Halberstram
- Kiernan Shipka – Haley Clay
- Jack Farthing – Edward Smith
- Toheeb Jimoh – Kwabena Bannerman
- Amy James-Kelly – Jennifer Bevan
- Kal Penn – Jay Jonah Atterbury
- Charlie Heaton – Jim Dycker
- Claire Forlani – Cordelia Hanani-Spyrka